# Pterocactus valentinii
Pterocactus valentinii ist eine Pflanzenart der Gattung Pterocactus aus der Familie der Kakteengewächse (Cactaceae). Das Artepitheton valentinii ehrt den argentinische Pflanzensammler J. Valentin.

## Beschreibung
Pterocactus valentinii ist kleinbleibend und bildet nur wenige oberirdische Triebe aus. Die Triebe besitzen oft lange, unterirdische und dünne Teile und sind wenig verzweigt. Die oberirdischen, grünen und zylindrischen Triebe werden 4 bis 8 Zentimeter lang und 1 bis 1,5 Zentimeter im Durchmesser. An den nicht bewollten Areolen sitzen 25 bis 30 ausstrahlende und glasige Dornen, die 0,4 bis 2 Zentimeter lang werden. Sie lassen sich nicht in Mittel- und Randdornen unterscheiden.

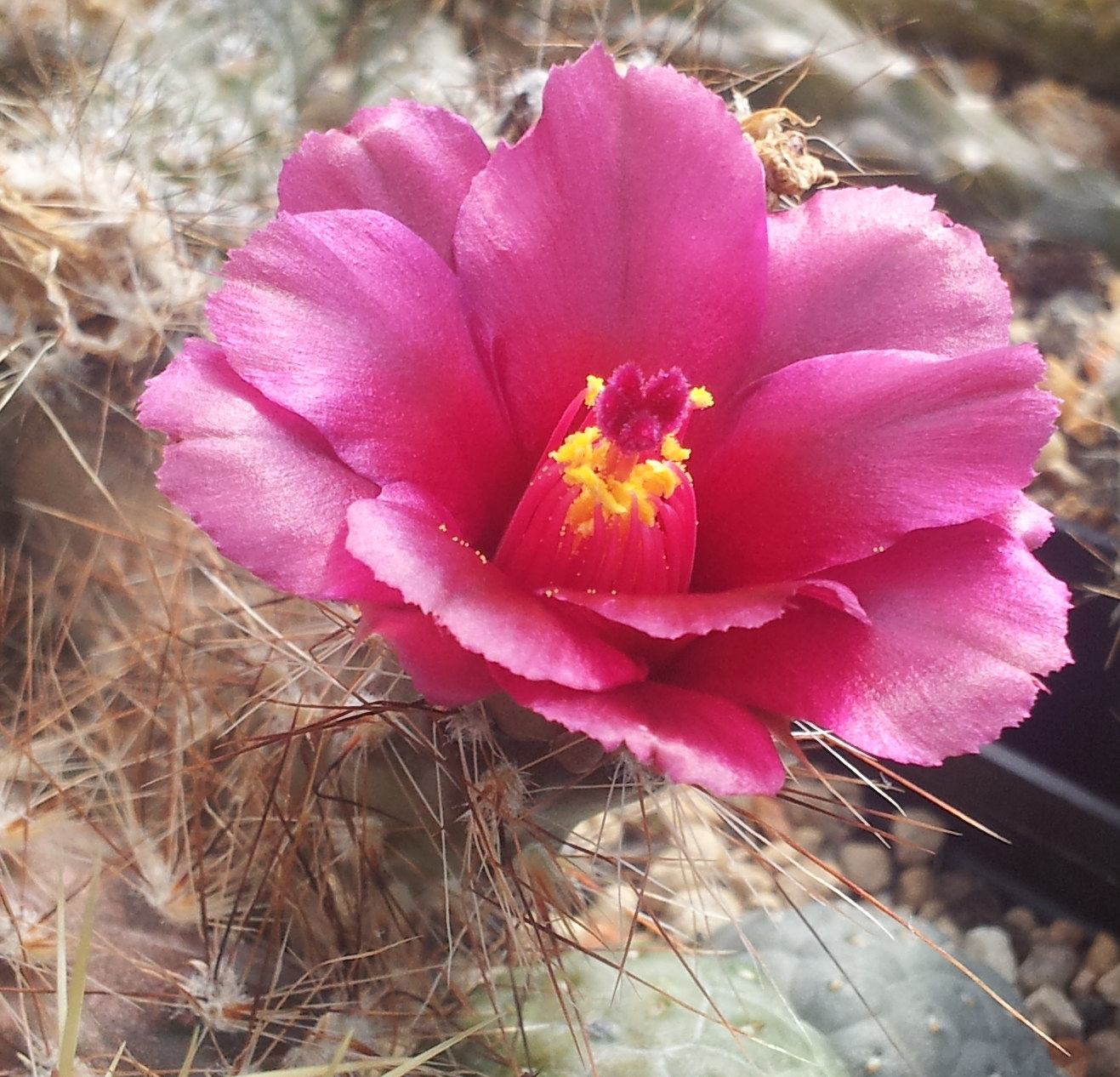
Pterocactus valentinii R899 mit roter Blüte

Die gelben bis kupferfarbenen, manchmal auch rötlichen Blüten werden bis 4 Zentimeter lang und bis 3 Zentimeter breit. Die gelblich rosafarbenen Früchte werden bis 2 Zentimeter im Durchmesser und sind bedornt.

## Verbreitung, Systematik und Gefährdung
Pterocactus valentinii ist in Süd-Argentinien in den Provinzen Mendoza, Neuquén und Chubut auf den patagonischen Ebenen in Höhenlagen bis 1000 Metern verbreitet.
Die Erstbeschreibung der Art erfolgte 1899 durch Carlos Luis Spegazzini. Ein nomenklatorisches Synonym ist Opuntia valentinii (Speg.) Kiessling (2000).
In der Roten Liste gefährdeter Arten der IUCN wird die Art als „Least Concern (LC)“, d. h. als nicht gefährdet geführt. Die Entwicklung der Populationen wird als stabil angesehen.

## Nachweise